# Дискография Kizaru
Российский и испанский рэпер Kizaru выпустил 10 студийных альбомов, 4 мини-альбома, 30 синглов (один в качестве приглашённого исполнителя) и 25 музыкальное видео.

## Студийные альбомы
| Название                               | Детали | Высшая позиция в чартах | Высшая позиция в чартах | Высшая позиция в чартах | Высшая позиция в чартах | Высшая позиция в чартах | Высшая позиция в чартах | Высшая позиция в чартах | Высшая позиция в чартах | Сертификации         |
| Название                               | Детали | AGATA                   | iTunes                  | Apple Music             | Spotify                 | ВКонтакте               | Genius                  | GooglePlay              | Звук                    | Сертификации         |
| -------------------------------------- | --- | ----------------------- | ----------------------- | ----------------------- | ----------------------- | ----------------------- | ----------------------- | ----------------------- | ----------------------- | -------------------- |
| Mas Fuerte                             | - Релиз: 12 октября 2016 - Лейбл: Haunted Family / Sony Music Entertainment - Формат: Цифровая загрузка, стриминг | —                       | —                       | —                       | —                       | —                       | —                       | —                       | —                       |                      |
| «Яд»                                   | - Релиз: 3 ноября 2017 - Лейбл: Haunted Family / Sony Music Entertainment - Формат: Цифровая загрузка, стриминг   | —                       | 1                       | 1                       | —                       | —                       | —                       | 1                       | —                       |                      |
| «Назад в будущее»                      | - Релиз: 21 сентября 2018 - Лейбл: Sony Music Entertainment - Формат: Цифровая загрузка, стриминг                 | —                       | 1                       | 1                       | —                       | —                       | —                       | 1                       | —                       |                      |
| Karmageddon                            | - Релиз: 16 августа 2019 - Лейбл: Haunted Family / Sony Music Entertainment - Формат: Цифровая загрузка, стриминг | —                       | —                       | 1                       | —                       | —                       | 3                       | 3                       | —                       | - SMA: платиновый    |
| Born to Trap                           | - Релиз: 13 ноября 2020 - Лейбл: Sony Music Entertainment - Формат: Цифровая загрузка, стриминг                   | —                       | —                       | 1                       | 8                       | —                       | —                       | —                       | —                       |                      |
| Bandana I (совместно с Big Baby Tape)  | - Релиз: 22 октября 2021 - Лейбл: Sony Music Entertainment - Формат: Цифровая загрузка, стриминг                  | 1                       | —                       | 1                       | —                       | 1                       | —                       | —                       | —                       | - SMA: бриллиантовый |
| First Day Out                          | - Релиз: 1 июля 2022 - Лейбл: Haunted Family - Формат: Цифровая загрузка, стриминг                                | —                       | —                       | 1                       | —                       | 1                       | 1                       | —                       | —                       |                      |
| «Тебя любят там где меня нет»          | - Релиз: 18 ноября 2022 - Лейбл: Effective Records / Haunted Family - Формат: Цифровая загрузка, стриминг         | 11                      | 2                       | 1                       | —                       | —                       | —                       | —                       | 7                       |                      |
| Quazimodo                              | - Релиз: 19 июля 2024 - Лейбл: Haunted Family - Формат: Цифровая загрузка, стриминг                               | —                       | —                       | —                       | —                       | —                       | —                       | —                       | —                       |                      |
| SIMBA                                  | - Релиз: 20 июня 2025 - Лейбл: Haunted Family - Формат: Цифровая загрузка, стриминг                               | —                       | —                       | —                       | —                       | —                       | —                       | —                       | —                       |                      |
| Bandana II (совместно с Big Baby Tape) | TBA | TBA                     | TBA                     | TBA                     | TBA                     | TBA                     | TBA                     | TBA                     | TBA                     | TBA                  |

## Мини-альбомы
| Название                              | Детали | Высшая позиция в чартах |
| Название                              | Детали | Apple Music             |
| ------------------------------------- | --- | ----------------------- |
| Long Way Up                           | - Релиз: 20 марта 2016 - Лейбл: Haunted Family - Формат: Цифровая загрузка, стриминг                              | —                       |
| Lost Tapes (совместно с BMB Spacekid) | - Релиз: 6 февраля 2018 - Лейбл: BMB Spacekid - Формат: Цифровая загрузка, стриминг                               | —                       |
| Say No Mo                             | - Релиз: 27 декабря 2019 - Лейбл: Haunted Family / Sony Music Entertainment - Формат: Цифровая загрузка, стриминг | 2                       |
| Gremlin                               | - Релиз: 28 июля 2023 - Лейбл: Effective Records / Haunted Family - Формат: Цифровая загрузка, стриминг           | —                       |

## Синглы

### В качестве ведущего исполнителя
| Название                                           | Год  | Высшая позиция в чартах | Высшая позиция в чартах | Высшая позиция в чартах | Высшая позиция в чартах | Высшая позиция в чартах | Альбом              |
| Название                                           | Год  | Apple Music             | Apple Music             | Apple Music             | ВКонтакте               | YouTube Music           | Альбом              |
| -------------------------------------------------- | ---- | ----------------------- | ----------------------- | ----------------------- | ----------------------- | ----------------------- | ------------------- |
| «Никто не нужен»                                   | 2015 | —                       | —                       | —                       | —                       | —                       | Внеальбомные синглы |
| «Chas Pick»                                        | 2015 | —                       | —                       | —                       | —                       | —                       | Внеальбомные синглы |
| «Zabudem Pro Nih»                                  | 2015 | —                       | —                       | —                       | —                       | —                       | Внеальбомные синглы |
| «Exporter»                                         | 2015 | —                       | —                       | —                       | —                       | —                       | Внеальбомные синглы |
| «Zhizn’ Loca» (совместно со Joshortizc)            | 2016 | —                       | —                       | —                       | —                       | —                       | Внеальбомные синглы |
| «Рано вырос» (при уч. 044 ROSE)                    | 2017 | —                       | —                       | —                       | —                       | —                       | Внеальбомные синглы |
| «Негодяй»                                          | 2018 | —                       | —                       | —                       | —                       | —                       | Внеальбомные синглы |
| «Sunny Drive» (при уч. OG Maco)                    | 2018 | —                       | —                       | —                       | —                       | —                       | Внеальбомные синглы |
| «Gang» (при уч. Gnar)                              | 2018 | —                       | —                       | —                       | —                       | —                       | Внеальбомные синглы |
| «Fishscale» (при уч. Криса Трэвиса)                | 2018 | —                       | —                       | —                       | —                       | —                       | Внеальбомные синглы |
| «ДоРеМи»                                           | 2018 | —                       | —                       | —                       | —                       | —                       | Внеальбомные синглы |
| «Money Long»                                       | 2019 | —                       | —                       | —                       | —                       | —                       | Karmageddon         |
| «Drip Catcher»                                     | 2020 | —                       | —                       | —                       | —                       | —                       | Внеальбомные синглы |
| «Аниме мир»                                        | 2020 | —                       | —                       | —                       | —                       | —                       | Внеальбомные синглы |
| «Honey’s Kettle» (при уч. Hoodrich Pablo Juan)     | 2020 | —                       | —                       | —                       | —                       | —                       | Born to Trap        |
| «Narcos»                                           | 2020 | —                       | —                       | —                       | —                       | —                       | Born to Trap        |
| «Xmas Song»                                        | 2020 | —                       | —                       | —                       | 19                      | —                       | Внеальбомные синглы |
| «Stick Out» (при уч. Big Baby Tape)                | 2021 | 5                       | 5                       | 2                       | 8                       | 10                      | Внеальбомные синглы |
| «Moulin Rouge» (при уч. JABO)                      | 2021 | —                       | —                       | —                       | —                       | —                       | Внеальбомные синглы |
| «Gang Outside» (при уч. Milian Beats, Lil Gotit)   | 2022 | —                       | —                       | —                       | —                       | —                       | Внеальбомные синглы |
| «Не **лань»                                        | 2023 | —                       | —                       | —                       | —                       | —                       | Внеальбомные синглы |
| «Зеркало» (при уч. Big Baby Tape)                  | 2023 | —                       | —                       | —                       | —                       | —                       | Внеальбомные синглы |
| «Let’s get it» (совместно с Arut)                  | 2023 | —                       | —                       | —                       | —                       | —                       | Внеальбомные синглы |
| «И я весь горю»                                    | 2023 | —                       | —                       | —                       | —                       | —                       | Внеальбомные синглы |
| «52 & Haunted» (совместно с Alblak 52)             | 2024 | —                       | —                       | —                       | —                       | —                       | Внеальбомные синглы |
| «Как ветер»                                        | 2024 | —                       | —                       | —                       | —                       | —                       | Внеальбомные синглы |
| «Midnight Blues» (совместно с Big Moochie Grape)   | 2024 | —                       | —                       | —                       | —                       | —                       | Внеальбомные синглы |
| «Jersey LUV»                                       | 2024 | —                       | —                       | —                       | —                       | —                       | Внеальбомные синглы |
| «Diamond Tears» (совместно с Friendly Thug 52 Ngg) | —    | —                       | —                       | —                       | —                       | —                       | Внеальбомные синглы |
| «Fake ID» (совместно с ICEGERGERT)                 | —    | —                       | —                       | —                       | —                       | —                       | Внеальбомные синглы |
| «Presidential (Majestic)»                          | —    | —                       | —                       | —                       | —                       | —                       | SIMBA               |

### В качестве приглашённого исполнителя
| Название                                   | Год  |
| ------------------------------------------ | ---- |
| «Just Do It» (Смоки Мо при участии kizaru) | 2017 |

## Другие песни с чартов
| Название                                                                                 | Год  | Высшая позиция в чартах | Высшая позиция в чартах | Высшая позиция в чартах | Высшая позиция в чартах | Высшая позиция в чартах | Высшая позиция в чартах | Высшая позиция в чартах | Высшая позиция в чартах | Высшая позиция в чартах | Высшая позиция в чартах | Высшая позиция в чартах | Альбом                        |
| Название                                                                                 | Год  | Apple Music             | Apple Music             | Apple Music             | Spotify                 | ВКонтакте               | YouTube Music           | Яндекс Музыка           | Shazam                  | Deezer                  | Звук                    | GooglePlay              | Альбом                        |
| ---------------------------------------------------------------------------------------- | ---- | ----------------------- | ----------------------- | ----------------------- | ----------------------- | ----------------------- | ----------------------- | ----------------------- | ----------------------- | ----------------------- | ----------------------- | ----------------------- | ----------------------------- |
| «На моём аккаунте»                                                                       | 2017 | —                       | —                       | —                       | —                       | —                       | —                       | —                       | —                       | —                       | —                       | 7                       | «Яд»                          |
| «Если бы я был тобой»                                                                    | 2017 | —                       | —                       | —                       | —                       | —                       | —                       | —                       | —                       | —                       | —                       | 10                      | «Яд»                          |
| «Message»                                                                                | 2019 | —                       | —                       | —                       | —                       | —                       | 5                       | —                       | —                       | —                       | —                       | —                       | Say No Mo                     |
| «Евгений Онегин»                                                                         | 2019 | —                       | —                       | —                       | —                       | 16                      | —                       | —                       | —                       | —                       | —                       | —                       | Say No Mo                     |
| «Deep End»                                                                               | 2020 | —                       | —                       | —                       | —                       | 20                      | —                       | —                       | —                       | —                       | —                       | —                       | Karmageddon                   |
| «Дежавю»                                                                                 | 2020 | 4                       | —                       | —                       | 2                       | 5                       | —                       | —                       | —                       | —                       | —                       | —                       | Karmageddon                   |
| «Что за бизнес, сука?»                                                                   | 2020 | —                       | —                       | —                       | 6                       | 6                       | —                       | —                       | —                       | —                       | —                       | —                       | Born to Trap                  |
| «Block Baby»                                                                             | 2020 | —                       | —                       | —                       | —                       | 12                      | —                       | —                       | —                       | —                       | —                       | —                       | Born to Trap                  |
| «Bad Blood» (при уч. Tory Lanez)                                                         | 2020 | 5                       | —                       | —                       | —                       | 13                      |                         | —                       | —                       | —                       |                         | —                       | Born to Trap                  |
| «99 Problems» (совместно с Big Baby Tape)                                                | 2021 | 1                       | 1                       | 1                       | 2                       | 1                       | 10                      | 1                       | 1                       | 2                       | 4                       | —                       | Bandana I                     |
| «Bandana» (совместно с Big Baby Tape)                                                    | 2021 | 4                       | 2                       | 2                       | 4                       | 2                       | 8                       | 7                       | —                       | 1                       | —                       | —                       | Bandana I                     |
| «Million» (совместно с Big Baby Tape)                                                    | 2021 | 3                       | 3                       | 3                       | —                       | 3                       | —                       | 12                      | 2                       | —                       | 14                      | —                       | Bandana I                     |
| «Dirrt» (совместно с Big Baby Tape)                                                      | 2021 | 7                       | —                       | —                       | —                       | 3                       | 15                      | —                       | —                       | —                       | —                       | —                       | Bandana I                     |
| «Mama Makusa» (совместно с Big Baby Tape)                                                | 2021 | 10                      | —                       | —                       | —                       | 5                       | —                       | —                       | —                       | —                       | —                       | —                       | Bandana I                     |
| «Big Tymers» (совместно с Big Baby Tape)                                                 | 2021 | 8                       | —                       | —                       | —                       | 9                       | —                       | —                       | —                       | —                       | —                       | —                       | Bandana I                     |
| «So Icy Nihao» (совместно с Big Baby Tape)                                               | 2021 | —                       | —                       | —                       | —                       | 13                      | —                       | —                       | —                       | —                       | —                       | —                       | Bandana I                     |
| «5 Nights Crazy» (совместно с Big Baby Tape)                                             | 2021 | —                       | —                       | —                       | —                       | 15                      | —                       | —                       | —                       | —                       | —                       | —                       | Bandana I                     |
| «Slip & Slide» (совместно с Big Baby Tape)                                               | 2021 | —                       | —                       | —                       | —                       | 18                      | —                       | —                       | —                       | —                       | —                       | —                       | Bandana I                     |
| «Ladidadida» (совместно с Big Baby Tape)                                                 | 2021 | —                       | —                       | —                       | —                       | 20                      | —                       | —                       | —                       | —                       | —                       | —                       | Bandana I                     |
| «Playa» (при уч. Duke Deuce)                                                             | 2022 | 6                       | 8                       | 5                       | —                       | 9                       | —                       | —                       | —                       | —                       | —                       | —                       | First Day Out                 |
| «First Day Out»                                                                          | 2022 | 12                      | 9                       | 3                       | —                       | 18                      | —                       | —                       | —                       | —                       | —                       | —                       | First Day Out                 |
| «Train Wreck»                                                                            | 2022 | 14                      | —                       | —                       | —                       | 11                      | —                       | —                       | —                       | —                       | —                       | —                       | First Day Out                 |
| «Non Stop»                                                                               | 2022 | 17                      | —                       | 4                       | —                       | 15                      | —                       | —                       | —                       | —                       | —                       | —                       | First Day Out                 |
| «Yeah»                                                                                   | 2022 | 19                      | —                       | —                       | —                       | —                       | —                       | —                       | —                       | —                       | —                       | —                       | First Day Out                 |
| «Top Stunna»                                                                             | 2022 | —                       | —                       | —                       | —                       | 79                      | —                       | —                       | —                       | —                       | —                       | —                       | First Day Out                 |
| «Murder Rate»                                                                            | 2022 | —                       | —                       | —                       | —                       | 13                      | —                       | 11                      | —                       | —                       | 5                       | —                       | «Тебя любят там где меня нет» |
| «Мне это не нужно»                                                                       | 2022 | —                       | —                       | —                       | —                       | 12                      | —                       | —                       | —                       | —                       | —                       | —                       | «Тебя любят там где меня нет» |
| «Break Up»                                                                               | 2022 | —                       | —                       | —                       | —                       | 4                       | —                       | —                       | —                       | —                       | —                       | —                       | «Тебя любят там где меня нет» |
| «Как всё идёт»                                                                           | 2022 | —                       | —                       | —                       | —                       | —                       | 8                       | —                       | —                       | —                       | —                       | —                       | «Тебя любят там где меня нет» |
| «—» обозначает запись, которая не попала в чарт или не была выпущена на этой территории. |      |                         |                         |                         |                         |                         |                         |                         |                         |                         |                         |                         |                               |

## Гостевое участие
| Название          | Год  | Другие исполнители   | Альбом                                   |
| ----------------- | ---- | -------------------- | ---------------------------------------- |
| «Oll Korrect»     | 2018 | Murovei              | «Мрачный сезон»                          |
| «То ли еще будет» | 2023 | Alblak 52            | Long Live 812                            |
| «Haunted House»   | 2023 | Aarne, Big Baby Tape | AA Language 2                            |
| «Sold Out»        | 2023 | Friendly Thug 52 Ngg | Cristoforo Colombo                       |
| «Dirty Bidness»   | 2023 | Big Baby Tape        | Varskva                                  |
| «Only 1 Heart»    | 2024 | Alblak 52            | Streets Echo 2052                        |
| «Not My Type»     | 2025 | Friendly Thug 52 Ngg | Graf Monte-Cristo / Most Valuable Pirate |

## Видеоклипы

### В качестве ведущего исполнителя
| Название                                | Год  | Альбом                        |
| --------------------------------------- | ---- | ----------------------------- |
| «Никто не нужен»                        | 2015 | Внеальбомные синглы           |
| «Chas Pick»                             | 2015 | Внеальбомные синглы           |
| «Exporter»                              | 2015 | Внеальбомные синглы           |
| «Zhizn’ Loca» (совместно со Joshortizc) | 2016 | Внеальбомные синглы           |
| «Russian Most Wanted»                   | 2017 | Mas Fuerte                    |
| «I Stay Positive»                       | 2017 | Long Way Up                   |
| «Если бы я был тобой»                   | 2017 | «Яд»                          |
| «Негодяй»                               | 2018 | Внеальбомный сингл            |
| «Что ты знаешь обо мне»                 | 2018 | «Яд»                          |
| «Долгий путь»                           | 2018 | «Назад в будущее»             |
| «Fishscale»                             | 2019 | «Назад в будущее»             |
| «Пакуем»                                | 2019 | «Назад в будущее»             |
| «Message»                               | 2020 | Say No Mo                     |
| «Narcos»                                | 2020 | Born to Trap                  |
| «So Icy Nihao»                          | 2021 | Bandana I                     |
| «Как всё идёт»                          | 2022 | «Тебя любят там где меня нет» |
| «Не **лань»                             | 2023 | Внеальбомный сингл            |
| «Зеркало»                               | 2023 | Внеальбомный сингл            |
| «Let’s get it»                          | 2023 | Внеальбомный сингл            |
| «52 & Haunted»                          | 2024 | Внеальбомный сингл            |
| «Obuza»                                 | 2024 | Quazimodo                     |
| «Only 1 Heart»                          | 2024 | Streets Echo 2052             |
| «КАК ВЕТЕР»                             | 2024 | Внеальбомный сингл            |
| «Presidential (Majestic)»               | 2025 | SIMBA                         |
| «FULL MOON»                             | 2025 | SIMBA                         |